# Aleksandr Porsev
Aleksandr Porsev é um ciclista profissional russo nascido a 21 de fevereiro de 1986. Estreiou como profissional no ano 2011 com a equipa russa Team Katusha depois de ter estado quatro anos em suas diferentes equipas filiais.

## Palmarés
2010
- 2 etapas do Tour da Eslováquia

2013
- 1 etapa do Tour do Luxemburgo

2014
- Campeonato da Rússia em Estrada

2016
- 1 etapa do Volta à Eslovénia

2017
- Campeonato da Rússia em Estrada

2018
- 2º no Campeonato da Rússia em Estrada

## Resultados nas Grandes Voltas e Campeonatos do Mundo
| Carreira           | 2008 | 2009 | 2010 | 2011 | 2012 | 2013 | 2014 | 2015 | 2016 | 2017 | 2018 | 2019 |
| ------------------ | ---- | ---- | ---- | ---- | ---- | ---- | ---- | ---- | ---- | ---- | ---- | ---- |
| Giro d'Italia      | -    | -    | -    | -    | -    | -    | -    | 132º | 145º | -    | -    | -    |
| Tour de France     | -    | -    | -    | -    | -    | -    | Ab.  | -    | -    | -    | -    | -    |
| Volta a Espanha    | -    | -    | -    | -    | -    | -    | -    | -    | -    | -    | -    | -    |
| Mundial em Estrada | -    | Ab.  | Ab.  | 160º | -    | -    | -    | -    | 26º  | Ab.  | -    | -    |

-: não participa

Ab.: abandono

## Equipas
- Itera-Katusha (2008-2010)
- Katusha (2011-2016)
- Gazprom-RusVelo (2017-2019)